# جان ئی بلاها
جان المر بلاها (به انگلیسی: John Elmer Blaha) فضانورد اهل کشور ایالات متحده آمریکا است که در ۲۶ اوت ۱۹۴۲ میلادی در سان آنتونیو زاده شد. وی در مأموریت اس‌تی‌اس-۲۹، اس‌تی‌اس-۳۳، اس‌تی‌اس-۴۳، اس‌تی‌اس-۵۸، اس‌تی‌اس-۷۹، اس‌تی‌اس-۸۱ حضور داشته است.